# Mekong
Der Mekong ([ˈmeːkɔŋ] oder [meˈkɔŋ]) ist ein Strom in Südostasien, der sechs Länder durchquert. Seine Länge wird mit 4350 km bis 4909 km angegeben. Damit ist er einer der zwölf längsten Flüsse der Erde.

## Flussname
Die verschiedenen Völker entlang des Flusslaufs haben unterschiedliche Namen für den Mekong:
- Tibetisch: Dza Chu (tib. རྫ་ཆུ་), transkribiert ins Chinesisch Zaqu (chin. 扎曲 Pinyin Zāqū)
- Chinesisch: Lancang Jiang (chin. 瀾滄江 / 澜沧江 Pinyin Láncāng Jiāng, „Turbulenter Fluss“) bzw. Meigong He (chin. 湄公河 Pinyin Méigōng Hé)
- Birmanisch: Mekaung Myit (birm. မဲခောင္‌မ္ရစ္, Mè‘kaung Myit)
- Laotisch: Mae Nam Khong (laot. ແມ່ນ້ຳຂອງ [mɛː nâːm kʰɔ̌ːŋ], auch ນ້ຳຂອງ [nâːm kʰɔ̌ːŋ]; Mae Nam Khong)
- Thailändisch: Mae Nam Khong (thai. แม่น้ำโขง [mɛ̂ː náːm kʰǒːŋ], auch แม่โขง [mɛ̂ː kʰǒːŋ]; RTGS Mae Nam Khong)
- Khmer: Mekongk (មេគង្គ Mekongk), auch Tonle Mekongk (khmer ទន្លេមេគង្គ Tonle Mekongk), Tonle Thom (ទន្លេធំ Tonle Thom, „Großer Fluss“)
- Vietnamesisch: Song Me Kong (viet. Sông Mê Kông), auch: Song Lon (viet. Sông Lớn, „Großer Fluss“), bzw. Song Cuu Long (viet. Sông Cửu Long, „Neun-Drachen-Fluss“)

## Geographie
Das gesamte Einzugsgebiet des Mekong umfasst etwa 800.000 km², damit ist er als „Lebensader“ des kontinentalen Südostasien zu charakterisieren.

### Quelle
Die Quelle des Mekong ist bislang nicht exakt festgelegt, da er aus mehreren Zusammenflüssen in teils schwer erreichbaren Gebieten des Hochlands von Tibet entsteht. Chinesische Forscher geben als Ursprung ein etwa 5200 m hoch gelegenes Gebiet nahe dem Ort Ganasongdou auf der Nordabdachung des Dangla-Gebirges im Kreis Zadoi des autonomen Bezirks Yushu in der chinesischen Provinz Qinghai an. Eine frühere von dem französischen Anthropologen und Dokumentarfilmer Michel Peissel geführte Expedition ortete den Ursprung des Flusses weiter westlich am Rupsa-La Pass in 4975 m Höhe. Eine Expedition im Juli 2013 definierte die Quelle neu am Berg westlich des Jifu Shan auf der Höhe von 5374 m.

### Oberlauf
Im Anschluss an das tibetische Hochland durchfließt der Mekong die chinesische Provinz Yunnan.
Etwa die Hälfte seiner Gesamtlänge liegt auf chinesischem Staatsgebiet. In einer Meereshöhe von etwa 500 m verlässt er China und bildet für rund 200 km den Grenzfluss zwischen Myanmar und Laos. Am Ende dieser Strecke mündet der Mae Nam Ruak in den Mekong, wodurch das Dreiländereck (Goldenes Dreieck) zwischen Laos, Myanmar und Thailand gebildet wird. Diese Stelle markiert auch den Übergang vom oberen zum unteren Mekong.

### Unterlauf
Daran anschließend bildet der Fluss die Grenze zwischen Laos und Thailand, durchfließt in einer Schleife durch teils tiefe Schluchten und Stromschnellen das nordwestliche Laos bis Luang Prabang. Auf diesem Flussabschnitt herrscht viel Schiffsverkehr, auch ist der Tourismus sehr im Kommen. Ab Luang Prabang lässt der Verkehr stark nach, die öffentliche Schifffahrt wurde nach Fertigstellung der Nationalstraße vor 14 Jahren wegen der zahlreichen Stromschnellen eingestellt. Bei Xanabouri ist seit 2013 der erste, sehr umstrittene laotische Staudamm des Mekong im Bau, dessen Energiegewinnung dem Staat wichtige Devisen einbringen soll. Weiter südlich bildet der Mekong wieder für mehrere hundert Kilometer die Grenze zu Thailand, führt an der laotischen Hauptstadt Vientiane vorbei, bis er weit im Süden des Landes erneut im Landesinneren durch die Region Si Phan Don („Viertausend Inseln“) und die Stadt Pakse (franz. Pakxé) fließt. Hier beträgt die mittlere Abflussmenge 9000 m³/s, im April circa 1500 m³/s und im August circa 25.000 m³/s. Im Bereich Si Phan Don befinden sich mehrere Wasserfälle, die bis zu 15 Meter Höhenunterschied ausgleichen.
Südöstlich der Stadt Muang Khong verlässt der Mekong Laos und durchfließt anschließend Kambodscha. Die Sambor-Wasserfälle nahe der kambodschanischen Stadt Kratie sind das letzte Hindernis, das bis zur Mündung des Flusses die Schiffbarkeit unterbricht. Die Umgebung bekommt eine flachere Charakteristik, was die dort großflächig betriebene intensive Landwirtschaft begünstigt; insbesondere Reis, aber auch Mais, Zuckerrohr, Tabak und Obst werden am gesamten Unterlauf des Stromes kultiviert.
Da der Strom gewaltige und auch stark variierende Wassermassen führt, liegt in manchen vom Mekong durchflossenen Landschaften in der Zeit des Monsuns, also in den Sommermonaten – am Unterlauf mit mehreren Wochen Verzögerung –, der Wasserstand um 10 bis 15 Meter über dem Niedrigwasserstand des Winters.
Knapp nördlich der Hauptstadt von Kambodscha, Phnom Penh, mündet der Tonle-Sap-Fluss in den Mekong. Hier gibt es eine seltene und in dieser Dimension einmalige geografische Besonderheit: Der Tonle-Sap-Fluss, der aus dem Tonle-Sap-See gespeist wird, wechselt die Fließrichtung, wenn der Mekong Hochwasser führt und seine Wassermassen in den Nebenfluss drängen, und füllt dann alljährlich für mehrere Monate den See, dessen Abfluss er normalerweise ist. Erst wenn der Monsun und die Hochwasserpegel zurückgehen, kehrt auch der Fluss seine Richtung wieder um und das Wasser des Sees fließt zum Mekong hin meerwärts ab. Dieser Strömungswechsel wird beim traditionellen Wasserfest Bon Om Touk gefeiert. Am 22. November 2010 kam es dabei durch das Gedränge auf einer Brücke zu einer Massenpanik mit mindestens 375 Toten.
Direkt nach Phnom Penh teilt sich der Flusslauf in zwei Teile, den Bassac und den parallel verlaufenden eigentlichen Mekong, auf.

### Mekong-Delta
Von Kambodscha fließt der Mekong, nun schon in einer in Kilometern zu bemessenden Breite, über die Grenze in den Süden Vietnams. Südlich von Hồ-Chí-Minh-Stadt (früher Saigon) verbreitern sich die Zwillingsflüsse, nun auch Tiền Giang oder sông Tiền („Oberer Mekong“) und Hậu Giang oder sông Hậu („Unterer Mekong“) genannt, zum über 70.000 km² ausgedehnten Mekong-Delta und strömen in das Südchinesische Meer.
Die von der Bevölkerung Vietnams differenzierter unterschiedenen neun Hauptarme des ausgedehnten Mündungsgebietes führten auch zum vietnamesischen Beinamen Song Cửu Long, „Neun-Drachen-Fluss“.
Das Deltagebiet ist als Schwemmland naturgemäß sehr flach. Aufgrund der von dem Strom abgelagerten Schwebstoffe, die das Wasser gelbbraun färben, ist es sehr fruchtbar und bildet die südliche "Reiskammer" des Landes Vietnam. Das Delta ist relativ dicht bevölkert und wird von einem unübersehbaren Netz von Kanälen durchzogen, die zum Teil mehrere Meter über dem Niveau der Felder liegen. Im Mekongdelta gibt es wenige feste Straßen: die Nationalstraße 1 als Hauptverkehrsweg hat ihren südlichsten Punkt in der Stadt Cà Mau.
Der größere Teil des Verkehrs und des Warenumschlags erfolgt auf dem Wasser; bekannt sind die sogenannten „schwimmenden Märkte“, wo der Handel ausschließlich auf den Schiffen stattfindet.
Der südlichste Teil des Mekongdeltas, der sich noch etwa 70 km zwischen Ca Mau und der Küste des Südchinesischen Meers und des Golfs von Thailand erstreckt, ist zum Großteil von Sümpfen durchzogen und nur noch auf dem Wasser befahrbar.
2001 wurde die erste Brücke über den Mekong in Vietnam gebaut, ein technisch schwieriges Unterfangen, da das ganze Mekongdelta keinen festen Untergrund besitzt. Die Pfahlgründungen der Pylone der über 1.000 Meter langen Schrägseilbrücke, deren Finanzierung eine Förderung des Staates Australien erfuhr, wurden durch das Unternehmen Bilfinger Berger gebaut. Bis dahin waren Städte wie Cần Thơ, Mỹ Tho, Long Xuyên und Rach Gia nur über Fähren erreichbar.

## Wirtschaftliche Bedeutung

### Stauseen und Kraftwerke
Die Volksrepublik China baute gefördert durch das Western Development Program eine Kaskade von elf Talsperren entlang des Mekong, von denen sechs Staudämme in den Jahren 1996 und 2014 in der chinesischen Provinz Yunnan errichtet worden sind.
Stand 2024 sind in Laos zwei Staudämme am Mekong in Betrieb, der Don-Sahong-Damm und die Sayaburi-Talsperre. Von Umweltverbänden wie dem WWF werden gravierende Auswirkungen auf Umwelt und Landwirtschaft im Unterlauf befürchtet.
Wasserknappheit, Algenblüten und sinkende Fischfangerträge werden mit den Staudämmen in Verbindung gebracht.

### Schifffahrt
Die Sambor-Wasserfälle nahe der kambodschanischen Stadt Kratie sind das letzte Hindernis, das bis zur Mündung des Flusses die Schiffbarkeit unterbricht.

### Fischfang und Landwirtschaft
Der Mekong ernährte zeitweise 60 Millionen Menschen in Südostasien.
Mit mehr als 1.200 Fischarten, darunter Riesenfische wie der vom Aussterben bedrohte Mekong-Riesenwels und der Süßwasserstachelrochen Himantura chaophraya, die die größten ständig im Süßwasser lebenden Fische der Welt sein könnten, der Riesenbarbe (Cathlocarpio siamensis), sowie zahllosen Vogel- und Reptilienarten gehört er zu den fünf artenreichsten Flüssen der Welt. Am 13. Juni 2022 fing ein kambodschanischer Fischer im Mekong einen 3,98 Meter langen, 2,2 Meter breiten und  300 kg schweren Süßwasserstachelrochen. Der Rochen wurde wissenschaftlich dokumentiert, markiert und wieder freigelassen. Der Fisch gilt als bislang größter dokumentierter Süßwasserfisch.
Insbesondere Reis, aber auch Mais, Zuckerrohr, Tabak und Obst werden am Mekong-Strom kultiviert.
Vor allem in der Regenzeit gibt der Mekong ausreichend Wasser für die Bewirtschaftung.

### Nachhaltige Entwicklung
Streitigkeiten zwischen den Regierungen der vom Mekong durchlaufenen Länder über seine nachhaltige Entwicklung und Nutzung, wie den Bau von Dämmen, führten in den 1950er Jahren zur Einrichtung des Mekong Committee (1957–1978) an dem sich Kambodscha, Laos, Thailand und Vietnam beteiligten. Während der Herrschaft der Roten Khmer schied Kambodscha aus der Gruppe aus, die verbleibenden Länder formierten sich im Interim Mekong Committee (1978–1995). Nachdem sich der Konflikt 1992 erheblich verschärfte, wurde 1995 die Mekong River Commission aus Vertretern Kambodschas, Laos, Thailands und Vietnams eingesetzt.
1999 wurde ein Teil des Mekong unter der Bezeichnung Middle Stretches of the Mekong River north of Stoeng Treng als Schutzgebiet der Ramsar-Konvention ausgewiesen.

### Tourismus
Im Jahr 2015 wurde vom thailändischen Tourismusministerium das „Mekong Tourism Project“ initiiert. Ziel der beteiligten Anliegerstaaten (Thailand, Vietnam, Kambodscha, Laos, Myanmar, China (Yunnan und Guangxi) ) ist die Förderung des Tourismus in der Region. Projektleiter ist Jens Thraenhart aus Essen.

## Globale Erwärmung, Umweltzerstörung und Folgen für den Mekong
Durch die globale Erwärmung und häufigere Dürren sanken die Wasserpegel des Mekong zwischen 2019 und 2021 auf ihren niedrigsten Stand seit 60 Jahren.
Wissenschaftler warnen, dass der Mekong durch zu viele Staudämme zu einem toten Fluss verkommen kann, da die Fische ihre Laichgründe aufgeben, weil die Fische einerseits nicht mehr flussaufwärts wandern können und zum anderen Staudämme in der Trockenzeit besonders viel Wasser ablassen, wodurch Laichgründe weggeschwemmt werden. In bestimmten Regionen seien die Fischbestände in den ersten zwei Jahrzehnten des 21. Jahrhunderts bereits um mehr als 87 Prozent zurückgegangen. Fischer bestätigen den Rückgang des Fisches. Zugleich werden Reisfelder durch die unnatürlichen Fluten zerstört.
Infolge illegalen Sandabbaus im Mündungsbereich des Mekong vertiefte sich das Flussbett des Mekong, was wiederum dazu führte, dass Meerwasser weit ins Landesinnere vordrang, sich mit Süßwasser vermischte und dadurch Fischbestände, die das Brackwasser nicht gewohnt sind, wegstarben und auch der Reisanbau versagte.
Umweltaktivisten und Betroffene konnten im Jahr 2020 verhindern, dass mit dem „Lancang-Mekong Navigation Channel Improvement Project“ eine Flussbegradigung und schiffbare Rinne im Mekong geschaffen wurde.

## Mekong als Namensgeber
Der Asteroid (100936) Mekong wurde im März 2012 nach dem Gewässer benannt.